# Etiopien i olympiska sommarspelen 1968
Etiopien deltog med 18 deltagare vid de olympiska sommarspelen 1968 i Mexico City. Totalt vann de en guldmedalj och en silvermedalj.

## Medaljer

### Guld
- Mamo Wolde - Friidrott, maraton.

### Silver
- Mamo Wolde - Friidrott, 10 000 meter.

## Friidrott
- Tegegne Bezabeh
- Abebe Bikila
- Fikru Deguefu
- Matias Habtemichael
- Wohib Masresha
- Gabrou Merawi
- Mamo Sebsibe
- Mamo Wolde
- Tadesse Wolde-Medhin